# Macrostemum transversum
Macrostemum transversum är en nattsländeart som först beskrevs av Walker 1852.  Macrostemum transversum ingår i släktet Macrostemum och familjen ryssjenattsländor. Inga underarter finns listade i Catalogue of Life.